# Aldrig mere i morgen
Aldrig mere i morgen  er en dansk film fra 2017, der er instrueret af Erik Clausen og med Bodil Jørgensen, Erik Clausen, Marijana Jankovic og Katinka Evers-Jahnsen i hovedrollerne.

## Medvirkende
- Erik Clausen som Thorvald
- Bodil Jørgensen som Englen
- Marijana Jankovic som Thorvalds kone Alice
- Katinka Evers-Jahnsen som Lucia
- Nicolas Bro som Sønnen Vincent
- Ulla Vejby som Vincents kone Anne
- Britt Bendixen som Thorvalds eks. Bente
- Elith Nulle Nykjær Jørgensen som Bentes mand Ole
- Elvir Ramovic som Alices serbiske bror Mike
- Niels-Martin Eriksen som Psykolog
- Lisbeth Wulff som Journalisten Johanne